# Cagaster
Cagaster (虫籠のカガステル, Mushikago no Kagaster) est un shōnen manga de Kachō Hashimoto créé en 2005. Il est publié par Tokuma Shoten au Japon et Glénat en France.
Une préquelle de la série, intitulée Mushikago no Kagaster - Bangaihen - Princess Butterfly no Bōken (虫籠のカガステル 番外編 プリンセスバタフライの冒険), est prépublié dans le Monthly Comic Ryū à partir du 19 novembre 2015, en parallèle avec une autre série de l'auteure, Arbos Anima.
Le manga est adapté en une série d'animation ONA de 12 épisodes sous le titre Cagaster of an Insect Cage (虫籠のカガステル, Mushikago no Kagasuteru). Produite par le studio Gonzo et réalisée par Koichi Chigira, elle est diffusée sur Netflix le 6 février 2020.

## Synopsis
Une étrange maladie nommée « Cagaster » apparait à la fin du XXIe siècle. Une fois contracté, la maladie métamorphose la personne en un monstrueux insecte anthropophage. Les deux tiers de l’humanité sont décimés par ce virus qui touche une personne sur mille.
Le jeune Kidow, qui s'est spécialisé dans l'extermination de ces créatures, sauva un jour Ilie  d’une attaque de ces monstres. Le manga raconte leurs périple à travers ce monde plein de danger, dont l'ennemi n'est pas forcement qui l'on croit.

## Personnages
Kidow
Voix japonaise : Yoshimasa Hosoya
Kidow est l'un des deux protagoniste de l'histoire. C'est un jeune homme au passé mystérieux, travaillant comme exterminateur. Il sera chargé de retrouver la mère d'Ilie. Kidow a environ 20 ans et il est amoureux de la jeune Ilie.
Ilie
Voix japonaise : Kana Hanazawa
Ilie est le personnage principal de l'histoire. C'est une jeune femme de 14 ans. Elle est amoureuse de Kidow.
Acht
Voix japonaise : Natsuki Hanae
Aisha
Voix japonaise : Ai Kayano
Kara
Voix japonaise : Aoi Yūki
Naji
Voix japonaise : Daiki Yamashita
Griffith
Voix japonaise : Daisuke Namikawa
Qasim
Voix japonaise : Junichi Suwabe
Jin
Voix japonaise : Kazuyuki Okitsu
Petrov
Voix japonaise : Kōsuke Toriumi
Franz Kirio
Voix japonaise : Takahiro Sakurai
Hadi
Voix japonaise : Tomohiro Shiozaki
Mario
Voix japonaise : Toshiyuki Morikawa
Harb Adham
Voix japonaise : Yasuhiro Mamiya

## Manga
La série est prépubliée sur le site internet de l'auteure, Kachō Hashimoto, entre le 14 septembre 2005 et le 26 avril 2013[réf. souhaitée], et publiée sous la forme de neuf dōjinshi sortis entre décembre 2010 et août 2013,.
En 2012, les éditions Glénat négocient avec l'auteure, qui refusait jusqu'alors les offres des éditeurs japonais, les droits de publications mondiaux à l'exclusion du Japon,. La version française est éditée dans la collection Glénat Manga en six tomes sortis entre juillet 2014 et juillet 2015. Le manga est ensuite publié au Japon par Tokuma Shoten en sept volumes reliés sortis entre janvier et juin 2016.

### Liste des volumes
| no | Japonais        | Japonais          | Français         | Français          |
| no | Date de sortie  | ISBN              | Date de sortie   | ISBN              |
| -- | --------------- | ----------------- | ---------------- | ----------------- |
| 1  | 13 janvier 2016 | 978-4-19-950487-7 | 2 juillet 2014   | 978-2-7234-9990-3 |
| 2  | 13 janvier 2016 | 978-4-19-950488-4 | 3 septembre 2014 | 978-2-3440-0179-0 |
| 3  | 13 février 2016 | 978-4-19-950493-8 | 5 novembre 2014  | 978-2-3440-0180-6 |
| 4  | 12 mars 2016    | 978-4-19-950497-6 | 7 janvier 2014   | 978-2-3440-0463-0 |
| 5  | 13 avril 2016   | 978-4-19-950501-0 | 4 mars 2015      | 978-2-3440-0181-3 |
| 6  | 13 mai 2016     | 978-4-19-950511-9 | 6 mai 2015       | 978-2-3440-0182-0 |
| 7  | 13 juin 2016    | 978-4-19-950515-7 |                  |                   |

## Série d'animation

Logo original de l'anime.

Le manga est adapté en une série d'animation sous le titre Cagaster of an Insect Cage (虫籠のカガステル, Mushikago no Kagasuteru) produite par le studio Gonzo et réalisée par Koichi Chigira. Elle est diffusée sur Netflix le 6 février 2020.
Le générique d'ouverture est Be ZERO et le générique de fin Okubyō na Ōkami 2019, tous deux interprétés par Hilchryme.

### Liste des épisodes
| No | Titre de l’épisode en français  | Titre original de l’épisode                   | Date de 1re diffusion |
| -- | ------------------------------- | --------------------------------------------- | --------------------- |
| 1  | Chanson douce                   | Little Bo Peep                                | 6 février 2020        |
| 2  | Anchois et lézards noirs        | アンチョビとクロトカゲ Anchobi to kuro tokage | 6 février 2020        |
| 3  | L'Abîme                         | 深き淵より Fukaki fuchi yori                  | 6 février 2020        |
| 4  | Comme une épée sans cœur        | 心ない剣として Kokoronai Ken toshite          | 6 février 2020        |
| 5  | Aux confins de l'Extrême-Orient | 東の果てから Higashi no hate kara             | 6 février 2020        |
| 6  | L'éveil                         | 目覚め Mezame                                 | 6 février 2020        |
| 7  | Aux confins de l'Extrême-Orient | イリアステル Iriasuteru                       | 6 février 2020        |
| 8  | Aux confins de l'Extrême-Orient | 虫籠の姫君 Mushikago no himegimi              | 6 février 2020        |
| 9  | Le festin des insectes          | 虫たちの饗宴 Mushi-tachi no kyōen             | 6 février 2020        |
| 10 | Sortir par le haut              | 上へ Ue e                                     | 6 février 2020        |
| 11 | Toi...                          | あなたに… Anata ni...                         | 6 février 2020        |
| 12 | Pour toi                        | 最後に君に Saigo ni kimi ni                   | 6 février 2020        |

## Distinctions
La série remporte le « Prix Mangawa 2015 » catégorie shônen.

## Documentation
- « Rencontre avec Kachou Hashimoto pour le manga Cagaster », sur manga-news.com, 15 juillet 2014
- Nicolas Demay, « Interview Manga - Kachou Hashimoto », sur planetebd.com, 1er juillet 2014